# Mogyoróska
Mogyoróska törpefalu Borsod-Abaúj-Zemplén vármegye Gönci járásában.

## Fekvése
A Zempléni-hegységben fekszik, a vármegyeszékhelytől, Miskolctól közúton 63 kilométerre északkeletre.
A közvetlenül szomszédos települések: észak felől Regéc, északkelet felől Háromhuta, délkelet felől Erdőhorváti, dél felől Baskó, nyugat felől pedig Fony. Fony és Regéc egyaránt nagyjából 4-4 kilométerre található, a többi szomszédjától ennél nagyobb távolságok választják el. A két legközelebbi város a 21 kilométerre lévő Abaújszántó és a 25 kilométerre fekvő Encs.

### Megközelítése
Közigazgatási területén áthalad a Zempléni-hegységet keresztirányban teljesen átszelő 3716-os út, így könnyen megközelíthető a Hernád völgye (Vilmány-Fony) és a hegység túloldala (Tolcsva-Erdőhorváti) felől is. Központja vonatkozásában azonban zsáktelepülésnek tekinthető, oda ugyanis csak a 37 118-as számú mellékúton lehet eljutni, az említett útról Fony és Regéc közt félúton letérve.

## Története
Mogyoróskát 1363-ban említik először, a regéci uradalom részeként. A 15. században Giskra birtoka, majd a Szapolyaiaké. A török hódoltság alatt népessége fogyott, pótlására ruténeket telepítettek be.

## Közélete

### Polgármesterei
- 1990–1994: Hegedűs Ernő (független)[4]
- 1994–1998: Hegedűs Zoltán (független)[5]
- 1998–2002: Hegedűs Zoltán (független)[6]
- 2002–2006: Hegedűs Zoltán (független)[7]
- 2006–2010: Hegedűs Zoltán (független)[8]
- 2010–2014: Hegedűs Zoltán (független)[9]
- 2014–2019: Hegedűs Zoltán (független)[10]
- 2019–2024: Hegedűs Zoltán (független)[11]
- 2024– : Hegedűs Zoltán (független)[1]

## Népesség
A település népességének változása:
| Lakosok száma | 80   | 85   | 83   | 85   | 79   | 77   | 78   |
|               | 2013 | 2014 | 2015 | 2021 | 2022 | 2023 | 2024 |

A 2001-es népszámlálás adatai szerint a településnek csak magyar lakossága volt.
A 2011-es népszámlálás során a lakosok 90%-a magyarnak, 12,5% ruszinnak mondta magát (7,5% nem nyilatkozott; a kettős identitások miatt a végösszeg nagyobb lehet 100%-nál). A vallási megoszlás a következő volt: római katolikus 10%, református 2,5%, görögkatolikus 57,5%, felekezeten kívüli 8,8% (17,5% nem válaszolt).
2022-ben a lakosság 96,2%-a vallotta magát magyarnak, 16,5% ruszinnak, 3,8% szlováknak, 2,5% németnek, 12,7% egyéb, nem hazai nemzetiségűnek (a kettős identitások miatt a végösszeg nagyobb lehet 100%-nál). Vallásuk szerint 22,8% volt római katolikus, 11,4% református, 44,3% görög katolikus, 3,8% egyéb keresztény, 1,3% felekezeten kívüli (15,2% nem válaszolt).

## Nevezetességei
- A településen áthalad az Országos Kéktúra.
- Regéci vár
- Itt született Serfőző Sándor, a Magyar Állami Népi Együttes egykori igazgatója (1981-2001).
- Kilátó